# Bromus ayacuchensis
Bromus ayacuchensis är en gräsart som beskrevs av Saarela och Paul M. Peterson. Bromus ayacuchensis ingår i släktet lostor, och familjen gräs. Inga underarter finns listade i Catalogue of Life.